# قطعنامه ۱۵۸۴ شورای امنیت
قطعنامه ۱۵۸۴ شورای امنیت سازمان ملل متحد که در تاریخ ۲۸ ژانویه ۲۰۰۵ تصویب شد، سندی بین‌المللی دربارهٔ بررسی وضعیت خاورمیانه است. این قطعنامه طی نشست ۵۱۱۷ام با ۱۵ رای موافق، ۰ مخالف و ۰ ممتنع تصویب شد.